# Шастун Антон Андрійович
Антон Андрійович Шастун (нар. 19 квітня 1991, Воронеж, РРФСР, СРСР) — російський комік, телеведучий і ютубер. Відомий як постійний учасник телепроєктів канал ТНТ, таких як «Імпровізація», «Не спати» і «Comedy Баттл», а також ведучий телепроєкту «Імпровізація. Команда» та інтернет-шоу «Контакти» на своєму YouTube-канал «ШАСТУН [Архівовано 11 жовтня 2021 у Wayback Machine.]».

## Біографія

### Дитинство і юність
Антон Шастун народився 19 квітня 1991 року в Воронежі. Коли йому було 14 років, його батьки — Майя Ємельянова та Андрій Шастун, розлучилися, і Антона виховували мати і бабуся. Також у Антона є старша сестра по батьковій лінії — Вікторія.
У школі та в університеті активно захоплювався КВК. Це по-справжньому цікавило і приносило йому задоволення.
Крім гри у КВК, юнак також займався баскетболом і ріс досить активною дитиною.
Антон навчався протягом 4 років у Воронезькому державному університеті на факультеті прикладної математики, інформатики та механіки (спеціальність — бізнес-інформатика). Але і тоді Антон не розгубився і знайшов вихід із ситуації, вступивши у Воронезький державний аграрний університет імені Імператора Петра I на економічний факультет (спеціальність — менеджмент). 
У 2010 році він разом зі своїм колегою по шоу «Імпровізатори» Дмитром Позовим брав участь в Українській лізі КВК у складі воронезької команди «Намистини на шиї».

### Початок кар'єри
Після університету Антон твердо вирішив пов'язати свою подальшу кар'єру з гумором. Його запросили на шоу «18+», головними авторами якого були Станіслав Шемінов, Дмитро Позов і Роман Косіцин. В даному шоу Антон успішно виступав зі своїм стендапом, і на одному з таких вдалих виступів його помітив Руслан Білий, якому сподобався монолог Антона, і він запросив його виступити в «Comedy Club» в Москві.
Виступ Антона в «Comedy Club» виявився провальним, але Гарік Мартиросян йому порадив спробувати себе в «Comedy Баттл». Антон скористався порадою, і вже на зйомках «Comedy Баттл» в 2013 році, виступивши з тим же монологом, який сподобався Білому, Шастун познайомився з В'ячеславом Дусмухаметовим (креативним продюсером ТНТ), де показав йому імпровізаційне шоу, яке він разом з іншими виконавцями робить у Воронежі. На подив Антона, В'ячеслав вже знав про їх імпровізаційний театр під назвою «Спірне питання» (в якому Антон грав з 2011 року разом з Дмитром Позовим і ін.) І призначив зустріч в Москві, вирішивши об'єднати їх театр з театром «Crазу» з Петербурга.
Після об'єднання двох імпровізаційних театрів, акторський склад був з шести чоловік: Антона Шастуна, Дмитра Позова і Андрія Андрєєва з Воронежа; Арсенія Попова, Сергія Матвієнка та Антона Захар'їна з Пітера. Саме таким складом вони спочатку проводили технічні вечірки в ресторані «Олівьетта», а потім вже зняли кілька пілотних випусків шоу «Імпровізація», два з яких виявилися невдалими. Тільки на третій раз їм вдалося пробитися на телебачення, скоротивши склад до чотирьох чоловік, де вже і почалася телевізійна кар'єра Шастуна.

### 2016— даний час
5 лютого 2016 року відбувся показ «Імпровізації» по телебаченню, що принесло Антону величезний успіх. Проект і донині користується популярністю і приносить досить високі рейтинги для телеканалу ТНТ. З популярністю, Антона стали кликати в різні проекти як запрошену зірку, а в 2018 році і взагалі запросили разом з партнерами по «Імпровізації» брати участь в технічках шоу «І тут сталося найсмішніше», ідея якого належить Максиму Морозову. Але в подальшому було вирішено, що шоу має виглядати по-іншому, тому імпровізатори виявилися в ньому зайвими, згодом дане шоу було переформатовано і воно стало називатися «Що було далі?».
У квітні 2019 року у Антона з'явився свій канал на Youtube, який має однойменну назву «Шастун». Спочатку на каналі випускалося тільки шоу «Контакти», формат якого на даний момент трохи відрізняється від того, що був у першому випуску.
З 18 вересня 2020 року Шастун стає ведучим проекту «Імпровізація. Команди» на телеканалі ТНТ.
У 2020 році в період карантину Антон брав участь у багатьох онлайн-шоу в Instagram, проводячи спільні прямі ефіри з такими зірками, як Нюша, Ольга Бузова і ін.
20 квітня 2020 року Антон досяг позначки рівної мільйону підписників в Instagram.
З березня 2023 року шоу «Імпровізація», одним з учасників якого був Антон, змінило свою назву на шоу «Імпровізатори» та переїхало на конкуруючий телеканал СТС, де виходить і по нині.